# 衛倩婷
（1966年9月14日—），英國工黨籍政治人物，現任外交聯邦及發展事務部印太事務政務次官，自2015年5月起擔任霍恩西和伍德格林選區國會議員。

## 生平

### 早年生涯
衛倩婷在1966年9月14日出生於澳洲雪梨，並在當地長大。她曾入讀雷文斯伍德女子學校，其後入讀雪梨大學，之後在倫敦大學亞非學院取得中國政治學碩士學位。

### 政治生涯
2002年5月2日至2014年5月22日間，衛倩婷曾為多靈頓選區伊斯林頓倫敦自治市議會議員。她曾在2004年至2013年10月10日擔任該議會的工黨黨團領袖，並在2010年10月6日至2013年10月10日間擔任該議會領袖。

#### 國會議員
在2015年英國大選中，衛倩婷當選霍恩西和伍德格林選區國會議員，不久後獲任命為負責美洲、亞太地區、大洋洲和海外領土的影子外交及聯邦事務國務大臣。2015年9月，衛倩婷曾聯同圖利普·西德迪克和施紀賢一同去信時任首相戴维·卡梅伦要求採取緊急行動解決因敘利亞內戰而導致的難民危機。
2016年英國去留歐盟公投期間，衛倩婷支持英國留在歐洲聯盟。在公投後，她成立了英歐關係國會小組。2017年6月，衛倩婷因為無視工黨黨鞭指令，支持一項使英國留在歐洲單一市場的御座致辞修訂案，因而被撤去影子外交與聯邦事務國務大臣的職務。
2017年，衛倩婷聯同保守黨人權委員會副主席羅哲斯、前自由民主黨黨魁艾思定、上議院議員大衛·阿爾頓、前外交及聯邦事務大臣聶偉敬和御用大律師傑弗里·尼斯一同成立非政府組織香港監察，以監察及匯報香港的發展。
衛倩婷在2020年返回影子內閣，擔任影子體育國務大臣，及後獲新任工黨黨魁施紀賢任命為影子外交及聯邦事務部團隊中的一員。她在2021年12月4日起擔任影子亞太事務國務大臣。

#### 政府部長
2024年7月11日，她獲委任為外交聯邦及發展事務部的印太事務政務次官。

## 個人生活
除了英語，衛倩婷亦懂包括現代標準漢語在內的五種語言。她亦曾在中國南京教授英語。
衛倩婷為貴格會信徒，她是2015年大選中當選的2名貴格會信徒之一（另一人為露絲·卡伯里）。

## 外部連結
- 官方网站

| 大不列颠及北爱尔兰联合王国国会 | 大不列颠及北爱尔兰联合王国国会   | 大不列颠及北爱尔兰联合王国国会 |
| ------------------------------ | -------------------------------- | ------------------------------ |
| 前任者： 林恩·費瑟斯通         | 霍恩西和伍德格林選區議員 2015年— | 現任                           |